# Вихарев, Алексей Васильевич
Алексей Васильевич Вихарев (16 октября 1912, село Александровское, Ярославская губерния, Российская империя, — 21 июля 1952, Москва, СССР) — майор, Герой Советского Союза.

## Биография
Родился 16 октября 1912 года в селе Александровское Рыбинского уезда Ярославской губернии Российской империи (ныне в черте города Рыбинска Ярославской области Российской Федерации) в семье рабочего. Русский. Член ВКП(б) с 1938 года. Окончил семилетку, затем школу фабрично-заводского ученичества (ФЗУ). Работал на судах речного пароходства помощником механика.
В 1931 году добровольцем ушёл в Красную Армию. Службу проходил в авиационной бригаде Балтийского флота, получил специальность авиамеханика. В 1933 году, по окончания срока службы, комсомольская организация авиабригады дала Алексею путёвку в лётную школу.
В 1936 году окончил объединённую школу пилотов Гражданского Воздушного Флота. Работал в Череповце, на Дальнем Востоке лётчиком санитарной авиации, командиром отряда гражданской авиации. Во время войны с Финляндией 1939—1940 годов участвовал в боевых действиях на Карельском перешейке. За боевые заслуги был награждён орденом Красной Звезды.
С первого дня Великой Отечественной войны стал добиваться отправки на фронт. В январе 1942 года лейтенант Вихарев прибыл под Москву и был включён в группу ночных бомбардировщиков-охотников Бицкого (позднее 750-й авиационный полк дальнего действия). В одном и первых боевых вылетов на блокировку немецких аэродромов в районе Орши, Витебска, Смоленска его Ил-4 был подбит ночным истребителем, а сам лётчик ранен. Самолёт на свой аэродром привёл штурман Иконников. Вылет был результативным. Лётчику присвоили внеочередное звание «капитан» и наградили орденом Красного Знамени.
Позднее воевал в составе 890-го авиационного полка. На тяжёлом 4-моторном бомбардировщике Пе-8 (ТБ-7) совершал боевые вылеты в глубокий тыл врага, на бомбардировку транспортных узлов, аэродромов и скоплений войск противника в ближнем тылу.
5 сентября 1942 года самолёт капитана Вихарева не вернулся на аэродром из боевого вылета на столицу Венгрии город Будапешт. В полку экипаж считали погибшим. Но бомбардировщик был подбит над целью и не дотянул до линии фронта. Экипаж покинул машину на парашютах в районе Карпат. Через 19 дней, пройдя по тылам врага почти 2000 км, Вихарев перешёл линию фронта и вернулся в полк.
Фашисты ещё дважды сбивали отважного лётчика. В ночь на 21 июля 1943 над Орлом Пе-8 был подожжён ночным истребителем и упал недалеко от линии фронта. Майор Вихарев сумел выйти к своим и вынести раненого штурмана.
К сентябрю 1943 года командир экипажа майор Вихарев совершил 203 боевых вылета, в том числе на бомбардировку военно-промышленных объектов в глубоком тылу противника и был представлен к геройскому званию.
Указом Президиума Верховного Совета СССР от 18 сентября 1943 года за образцовое выполнение заданий командования и проявленные мужество и героизм в боях с немецко-фашистскими захватчиками гвардии майору Вихареву Алексею Васильевичу присвоено звание Героя Советского Союза с вручением ордена Ленина и медали «Золотая Звезда» (№ 1719). С января 1945 года воевал в составе 18 гвардейского бомбардировочного авиационного полка 18 Воздушной армии. 
Всего за годы войны отважный пилот совершил 242 боевых вылета, 17 раз летал в глубокий тыл врага — на Кёнигсберг, Тильзит, Данциг, Инстербург, Брест, Будапешт, дважды бомбил Берлин. В конце войны он был тяжело ранен в голову.
С 1946 года майор Вихарев — в запасе. Жил в городе Москве, работал в системе Гражданского Воздушного Флота. Умер 21 июля 1952 года, похоронен на Ваганьковском кладбище.
Награждён орденом Ленина, двумя орденами Красного Знамени, орденом Красной Звезды, медалями, в т. ч. медалью "За оборону Сталинграда".
Его имя носит улица в городе Рыбинске и грузовой теплоход.